# Plaça Espanya - Plaça de la Bàscula (Molins de Rei)
L'any 1763 s'inicià la construcció a Molins de Rei del pont anomenat Pont de Carles III i la carretera general N-II, que comunicaria Tarragona amb Barcelona per la serra de l'Ordal. La nova xarxa viària va aportar a Molins de Rei impuls econòmic, una nova situació estratègica com a centre de comunicacions i possibilità l'expansió del teixit urbà.
En l'actual plaça de la Bàscula, des de 1768 hi havia estat establert l'Hostal d'en Roca. Als anys trenta s'enderrocà l'edifici per permetre la urbanització de la plaça, en l'adequació de la qual hi intervingué l'arquitecte Joan Gomà Cuevas.
Prop de la plaça de la Bàscula, al carrer de la Raseta, hi havia dos grans pilons de pedra, un a cada costat de la carretera, que servien per posar-hi una cadena i impedir el pas de carruatges amb la intenció de fer-los pagar un impost de circulació. Més tard, es traslladà a la cruïlla entre la carretera i el passeig Pi i Margall, i s'obrí una oficina de recaptació coneguda com el Portazgo, col·loquialment anomenada el “Pontasgo”. Posteriorment es traslladà als Quatre Camins. Aquest cànon es va haver de pagar fins a final dels anys setanta del segle xix.
Va ser objecte d'una remodelació l'any 1982. El seu nom oficial era plaça d'Espanya, però des de l‘any 2001 se li afegeix el nom de plaça de la Bàscula.